# Guillaume Ier de Juliers
Pour les articles homonymes, voir Guillaume de Juliers et Guillaume Ier.
Guillaume Ier de Juliers (? -1176), comte de Juliers, fils de Gérard IV de Juliers.

## Mariage et descendance
Guillaume eut probablement trois enfants :
- Guillaume II de Juliers
- Gérard
- Judith, épouse d'Everhard van Hengenbach et mère de Guillaume III de Juliers.